# Yin Yang Yo!
A Yin Yang Yo! kanadai-amerikai rajzfilmsorozat, amelyet Bob Boyle készített. (Boyle-t egyébként jól ismerhetjük a Tündéri keresztszülők háttérmunkásaként.)  A sorozat 2 évadot élt meg 68 epizóddal. 22 perces egy epizód. 
Az USA-ban 2006. szeptember 4-től 2009. április 18-ig ment, magyar bemutató 2007. márciusa. Hazánkban és az USA-ban egyaránt a Jetix vetítette. Mikor az a csatorna megszűnt, itthon feledésbe merült a sorozat. Amerikában jelenleg a Disney XD sugározza a műsort és a Minimax is elérhető.

## Ismertető
A műsor két nyúltestvérről, Yinről és Yangról szól, Yang a fiú, míg Yin a lány. Ehhez a testvérpárhoz egy Master Yo nevű panda került (a három főszereplő nevei vannak a címben). Yo mester egy harcművész panda, aki segít Yinnek és Yangnak megtanulni a Woo Foo művészetét, ami hatalomból és varázslatból áll. Ők hárman védik meg a világot a gonosz Night Mastertől. Később kiderült, hogy a Night Master név valójában egy titulus, és több más gazember is használhatja, akinek nincs ilyen rangja, annak küzdenie kell érte.

## Szereplők
| Szereplő | Eredeti hang          | Magyar hang    |
| -------- | --------------------- | -------------- |
| Yang     | Scott McCord          | Szalay Csongor |
| Yin      | Stephanie Morgenstern | Dögei Éva      |
| Yo       | Martin Roach          | Várday Zoltán  |
| Coop     |                       | Posta Victor   |
| Carlo    |                       | Pipó László    |

További magyar hangok: Bodrogi Attila, Bolla Róbert, Csampisz Ildikó, Fehér Péter, Grúber Zita, Palóczy Frigyes, Pupos Tímea, Szokol Péter, Várfi Sándor

## Epizódok
| Évad | Évad      | Epizódok | Eredeti sugárzás    | Eredeti sugárzás  | Magyar sugárzás   | Magyar sugárzás   |
| Évad | Évad      | Epizódok | Évadpremier         | Évadfinálé        | Évadpremier       | Évadfinálé        |
| ---- | --------- | -------- | ------------------- | ----------------- | ----------------- | ----------------- |
|      | 1         | 26       | 2006. augusztus 26. | 2007. április 30. | April 26, 2007    | February 28, 2008 |
|      | 2         | 39       | 2008. január 1.     | 2009. április 18. | January 5, 2009   | June 13, 2010     |
|      | Speciális | 3        | 2007. március 2.    | 2007. március 2.  | February 21, 2008 | January 9, 2011   |